# Volkmar Andreae

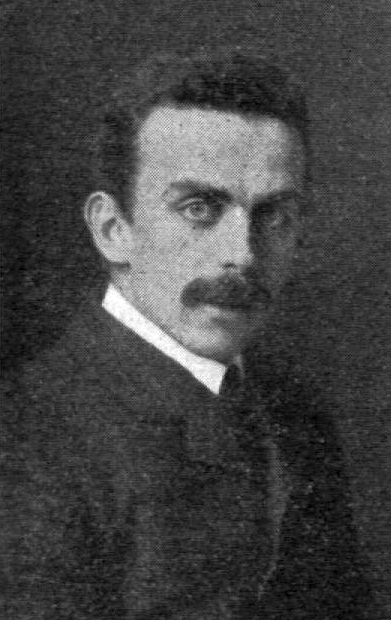

Volkmar Andreæ, född 5 juli 1879 och död 18 juni 1962, var en schweizisk tonsättare och dirigent.

## Biografi
Andreæ var först verksam som körledare, sedan 1906 som ledare av symfonikonserterna i Zürich samt sedan 1914 direktör för konservatoriet där. Andreæ var även dire’ctor mu’sices vid universitetet. Som tonsättare framträdde han med symfoniska och kammarmusikaliska verk, körverk, manskvartetter med mera, och på det musikdramatiska området med sorgespelet Ratcliff och operan Casanovas äventyr.
Andreæ var hedersdoktor vid universitetet i Zürich samt hederspresident i Schweizerischer Tonkünstlerverein.